# Mannheimer Morgen

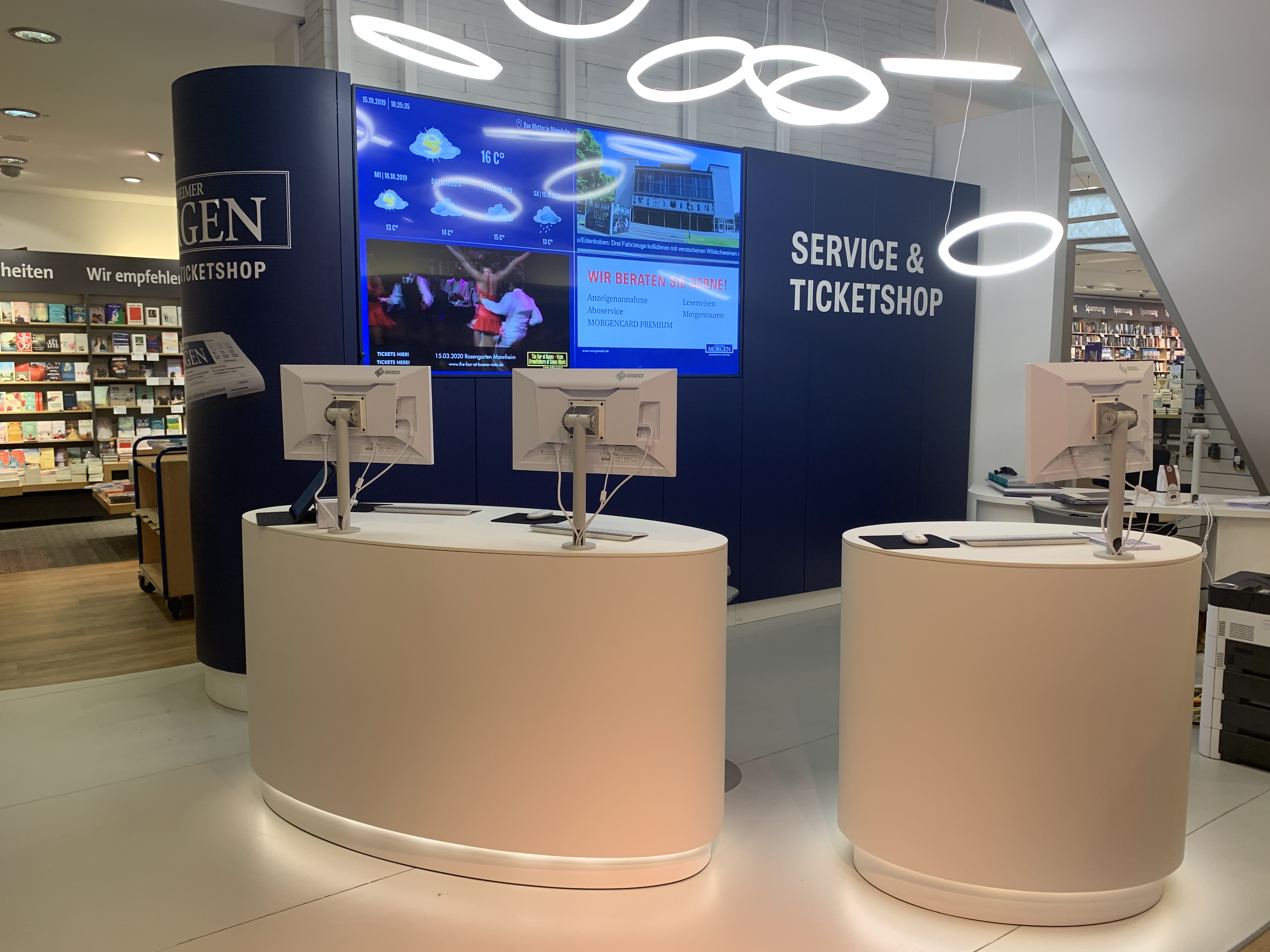
Mannheimer Morgen Service & Ticketshop in Mannheim, P7

Der Mannheimer Morgen (MM) ist eine regionale Tageszeitung. Ihr Verbreitungsgebiet erstreckt sich einschließlich der Tochterzeitungen auf das gesamte rechtsrheinische Rhein-Neckar-Dreieck.
Die Hauptausgabe des MM enthält Lokalnachrichten aus Mannheim, Ludwigshafen, Heidelberg und der Metropolregion. Der Verlag gehört zur HAAS Mediengruppe, die unter anderem Beteiligungen an den Radiosendern Radio Regenbogen und big FM hält. Der Sitz des Verlags und die Druckerei befinden sich in Mannheim-Wohlgelegen. Zusammen mit externen Druckaufträgen wie für die Weinheimer Nachrichten, die Fränkischen Nachrichten oder die Odenwälder Zeitung werden dort täglich rund 120.000 Exemplare gedruckt.

## Geschichte

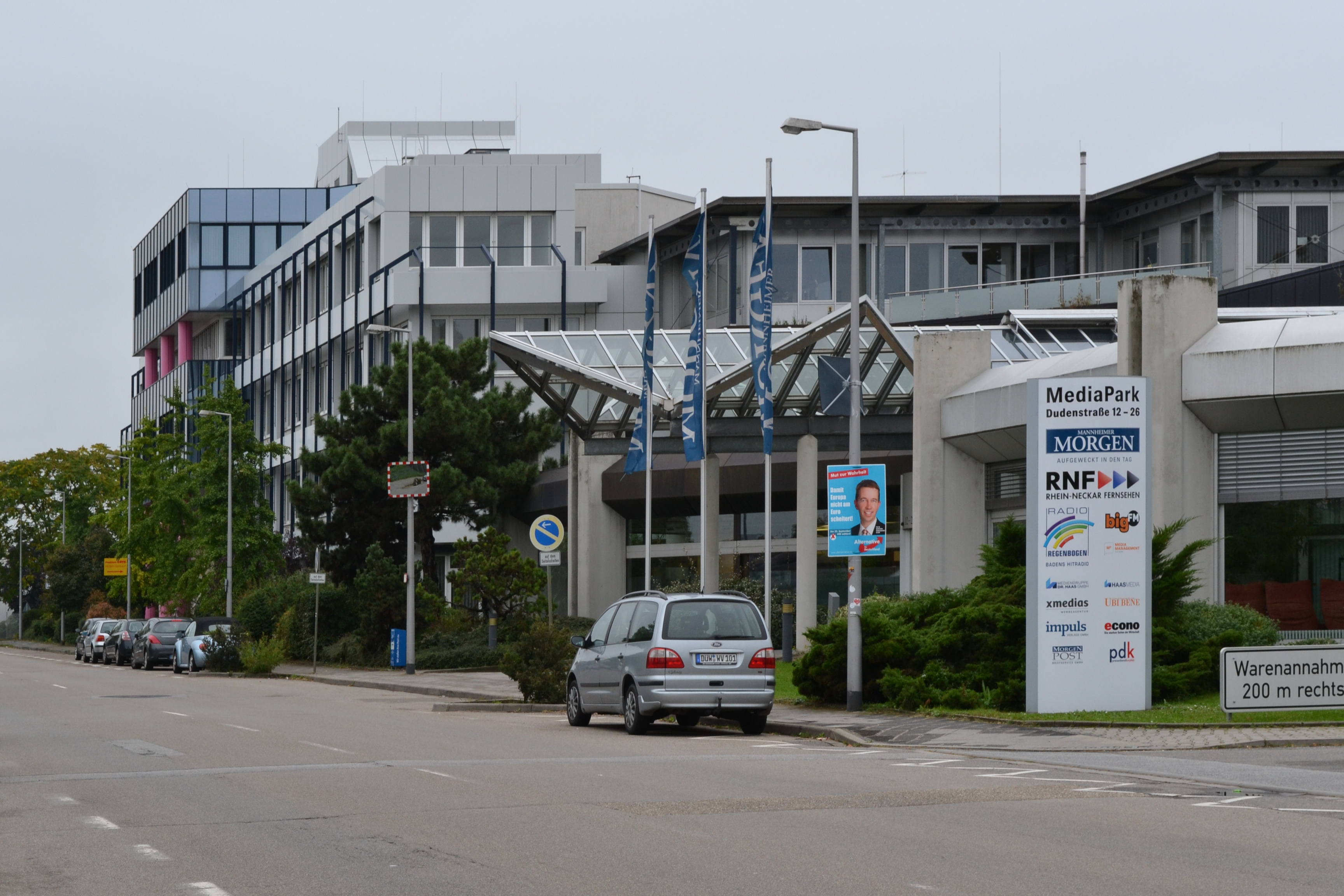
Das Pressehaus in der Dudenstraße

1946 erhielten Eitel Friedrich Schilling von Cannstatt und Oskar Hörrle von der US-Besatzungsmacht die Lizenz für eine Zeitung in Mannheim. Der Titel war zunächst Der Morgen; da aber bereits seit 1945 in Berlin eine Zeitung namens Der Morgen erschien, wurde er nach kurzer Zeit in Mannheimer Morgen geändert. Nachdem sich herausgestellt hatte, dass Hörrle den Fragebogen über seine Vergangenheit nicht korrekt ausgefüllt hatte, schied er am 29. August 1946 als Lizenzträger aus. Für ihn rückte Karl Ackermann nach, der damalige Chefredakteur der Stuttgarter Zeitung.
1951 versuchte man, mit der Übernahme des seit 1949 wieder erscheinenden Heidelberger Tageblatts erstmals das Verbreitungsgebiet auszudehnen. Zwei Jahre später entstand eine Ludwigshafen-Ausgabe des MM. Mit vielen kleinen Zeitungen in Nordbaden wurden in der Folgezeit Kooperationsverträge geschlossen, so mit den Fränkischen Nachrichten, dem Wertheimer Tageblatt, der Bad Mergentheimer Zeitung, der Schwetzinger Zeitung, der Hockenheimer Tageszeitung, den Weinheimer Nachrichten und der Odenwälder Zeitung. 1967 wurde in Mannheim die sozialdemokratische AZ übernommen. Fusionsgespräche mit der linksrheinischen Rheinpfalz führten 1971 zu keinem Ergebnis.
1975 wurde die Druckerei von der Innenstadt nach Wohlgelegen verlegt, die Redaktion folgte 2003. Damit wurde das traditionsreiche Pressehaus in R1 endgültig aufgegeben und an Lidl verkauft. 
Seit 2001 gehören die Schwetzinger Zeitung, die Hockenheimer Tageszeitung zur Mediengruppe.
Aufgrund der insgesamt schwierigen Lage des Zeitungsgeschäfts musste 2002 die Speyerer Tagespost eingestellt werden, und mit den ehemals großen Konkurrenten aus Ludwigshafen und Heidelberg, der Rheinpfalz und der Rhein-Neckar-Zeitung, schloss der MM eine Anzeigengemeinschaft.

## Auflage Print
Der Mannheimer Morgen hat in den vergangenen Jahren erheblich an Auflage eingebüßt. Die verkaufte Auflage ist in den vergangenen 10 Jahren um durchschnittlich 4,1 % pro Jahr gesunken. Im vergangenen Jahr hat sie um 6,5 % abgenommen. Sie betrug im Jahr 2023 48.121 Exemplare. Der Anteil der Abonnements an der verkauften Auflage liegt bei 82 Prozent.
| 1998  | 1999  | 2000  | 2001  | 2002  | 2003  | 2004  | 2005  | 2006  | 2007  | 2008  | 2009  | 2010  | 2011  | 2012  | 2013  | 2014  | 2015  | 2016  | 2017  | 2018  | 2019  | 2020  | 2021  | 2022  | 2023  | 2024  |
| ----- | ----- | ----- | ----- | ----- | ----- | ----- | ----- | ----- | ----- | ----- | ----- | ----- | ----- | ----- | ----- | ----- | ----- | ----- | ----- | ----- | ----- | ----- | ----- | ----- | ----- | ----- |
| 97587 | 98284 | 97450 | 96893 | 95214 | 93269 | 92021 | 90223 | 90528 | 88949 | 86777 | 85041 | 82065 | 79633 | 77082 | 73996 | 73391 | 71693 | 69054 | 65079 | 62936 | 60715 | 58794 | 56289 | 53697 | 51464 | 48121 |

## Ausgaben

Schriftzug des MM (bis Dezember 2007)

- Mannheimer Morgen mit den Ausgaben
  - Stadtausgabe
  - Neckar-Bergstraße

- Südhessen Morgen mit den Ausgaben
  - Viernheim
  - Lampertheim/Bürstadt/Biblis

Logo des Südhessen Morgen

Außerdem übernehmen die Titel Bergsträßer Anzeiger, Schwetzinger Zeitung, Hockenheimer Tageszeitung und Fränkische Nachrichten, die ebenfalls zur HAAS Mediengruppe gehören, sowie die Weinheimer Nachrichten und deren Variante Odenwälder Zeitung den überregionalen Mantelteil.

## Rubriken
| - Seite 1 - Politik - Welt und Wissen - Südwest (MM, SZ, FN) / Hessen (SM, BA) - Wirtschaft - Sport - Aus aller Welt - Gottesdienste (nur Samstag) - Lokalseiten (je nach Ausgabe) - Ludwigshafen (je nach Ausgabe) - Heidelberg (je nach Ausgabe) - Metropolregion (je nach Ausgabe) - Leserforum (nicht täglich) - Familienanzeigen - Fernsehen - Kultur Regional - Kultur | Dienstag - Tipps und Trends - Frühstücksbörse (Kleinanzeigen) - Multimedia Mittwoch - Stadtteilseiten (nur MM-Stadtausgabe) - Rhein-Neckar-Automarkt - Hochschulseite Freitag - Stadtteilseiten (nur MM-Stadtausgabe) - Bauen & Wohnen - Immobilien- und Wohnungsmarkt Samstag - Auto & Verkehr - Rhein-Neckar-Automarkt Samstag - Sozialredaktion - Stellenmarkt | Dienstag: Prisma - TV-Programm - Journal - Kreuzworträtsel Donnerstag: Morgen Magazin - Szene, Köpfe - CD, DVD - Nix wie raus - Ton-Art - Nachtleben - Kino - Terminkalender Samstag: MM Wochenende - Modernes Leben - Haus und Garten - Essen und Trinken - Fernsehen - Hören und Lesen - Leseforum - Kinderseite - Reise - Treffpunkt (Bekanntschaftsanzeigen) |

## Besonderheiten
Außergewöhnlich ist die Zusammenarbeit mit der Forschungsgruppe Wahlen bei der Erhebung des MM Bürgerbarometers. In regelmäßiger Folge sowie bei Themen von lokalem Interesse werden Mannheimer Bürger in repräsentativen Telefonumfragen nach ihrer Meinung zur Kommunalpolitik befragt. Umfragen zu Großprojekten wie der SAP-Arena oder der Erweiterung des Kongresszentrums Rosengarten, zur Lebensqualität in der Stadt, aber auch zur Zufriedenheit mit Lokalpolitikern sind in der Stadt zu einem Politikum geworden.

## Vertrieb

### Auslandsvertrieb
Für Auslandsurlauber wird der Mannheimer Morgen von Mitte Juli bis Mitte September auch in Österreich sowie auf der Insel Mallorca über den Einzelhandel vertrieben.

## Engagement

### Soziales Engagement
- Sozialredaktion – soziale und juristische Beratung
- Wir wollen helfen – jährliche Spendenaktion, jeweils an Weihnachten
- Initiativpreis – Jurypreis für herausragendes Engagement in der Region
- Klasse Kids (früher Schüler lesen Zeitung) – jährliche Großaktion an den Schulen

### Kulturelles Engagement
- Rock im Quadrat – jährlich stattfindendes regionales Newcomerfestival
- Jazz im Quadrat – jährlich stattfindende Konzertreihe in den Sommermonaten

## Weitere Geschäftsfelder des Verlags

### Zeitschriften

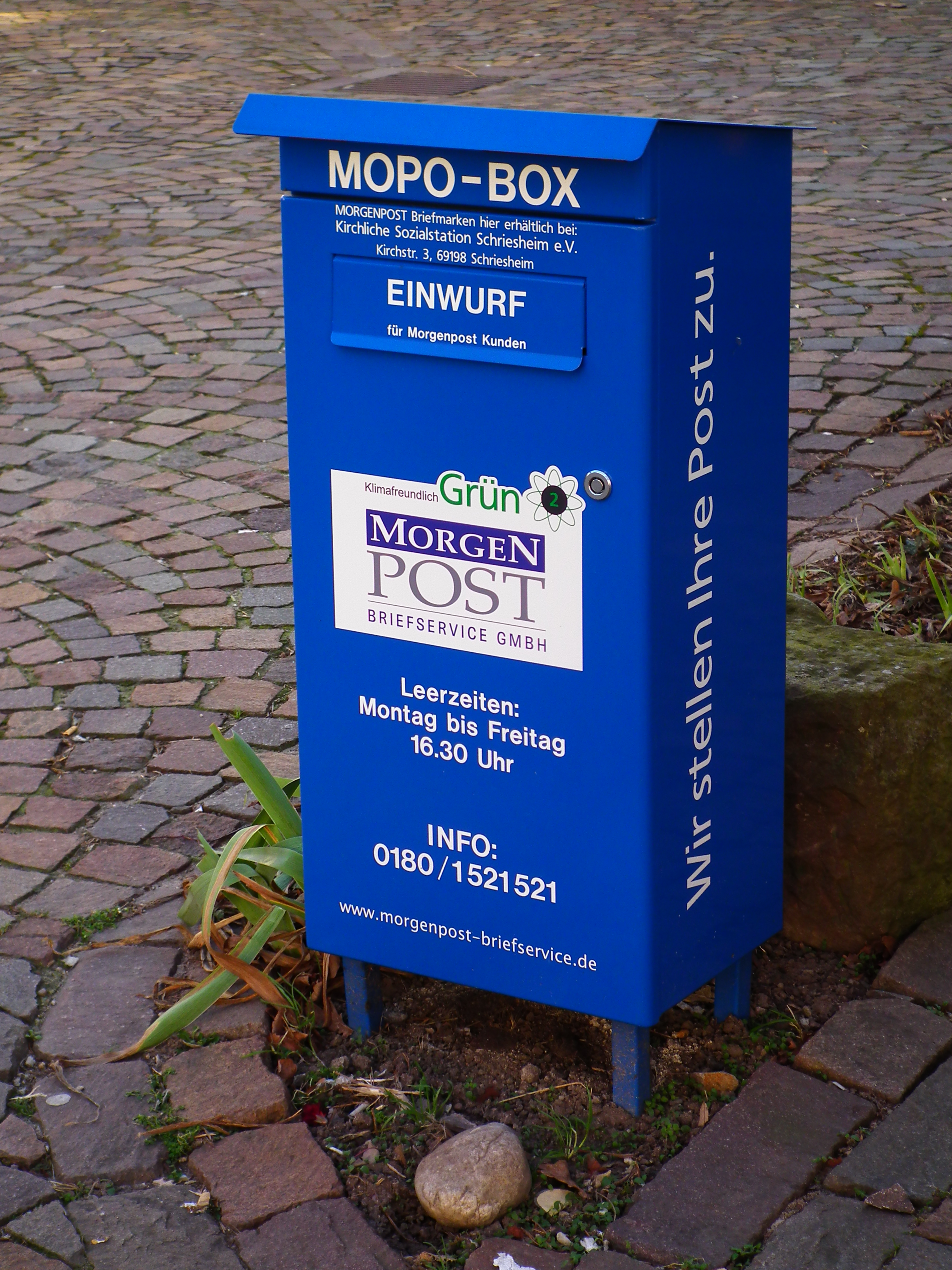
Briefkasten der Morgenpost

- WirtschaftsMorgen – vierteljährliches Wirtschaftsmagazin für die Region
- UbiBene – Lifestyle-Magazin
- Quadrat – Gästemagazin der Stadt Mannheim
- Econo Rhein-Neckar – Wirtschaftsmagazin für die Region Rhein-Neckar (zweimonatlich)

### PostzustelldienstMorgenpost
Der Mannheimer Morgen hat im Rahmen der Entmonopolisierung des Postwesens 2001 eine Tochter für die Postzustellung – die Morgenpost Briefservice GmbH – gegründet, die seitdem gewerbliche Post im Postleitzahlenbereich 68 und 69 zustellt. Seit 2006 stellt die Morgenpost auch Briefe von Privatkunden zu. Hierzu wurden eigene Briefmarken herausgegeben und eigene Briefkästen aufgestellt. Im Januar 2025 teilte das Unternehmen mit, dass wegen des starken Rückgangs des Volumens der Briefsendungen in den letzten Jahren der Betrieb zum 30. Juni 2025 eingestellt wird.

### Jobmorgen
Der Jobmorgen ist eine kostenfreie Metasuchmaschine, die Stellenangebote innerhalb der Metropolregion Rhein-Neckar sowie dem Main-Tauber-Kreis von Unternehmenswebseiten, Karriereportalen und Online-Jobbörsen sammelt und aufbereitet.
Neben der klassischen Volltextsuche durch Eingabe eines Suchbegriffs oder mehreren beschreibenden Stichwörtern in das vorgegebene Suchfeld, kann sich der Benutzer die Stellenangebote auch anzeigen lassen, indem er auf einen in der Karte angezeigten Ort klickt, die Umkreissuche verwendet oder vordefinierte Berufsgruppen auswählt.

### Soziale Netzwerke
Es lesen immer mehr Menschen Nachrichten in den sozialen Netzwerken. Seit Februar 2020 ist der Mannheimer Morgen mit einem eigenen Profil auf Instagram vertreten.

## Persönlichkeiten

### Persönlichkeiten
Persönlichkeiten, die beim Mannheimer Morgen gearbeitet haben:
- Werner Holzer (* 1926; † 2016), von 1973 bis 1991 Chefredakteur der Frankfurter Rundschau
- Christine Westermann (* 1948), deutsche Fernseh- und Radiomoderatorin
- Nico Hofmann (* 1959), deutscher Regisseur und Filmproduzent
- Martin Noé (* 1960), Chefredakteur manager magazin
- Eric Gujer (* 1962), Chefredakteur der Neuen Zürcher Zeitung
- Tim Wolff (* 1978), von 2013 bis 2018 Chefredakteur des Satiremagazins Titanic
- Bert Siegelmann, Chefredakteur und später Eigentümer des Rhein-Neckar-Fernsehen RNF

### Herausgeber
- Eitel Friedrich Freiherr Schilling von Cannstatt 1946–1975
- Rainer von Schilling 1976–2004 (zusammen mit Karl Ackermann)
- Mediengruppe Dr. Haas

### Chefredakteure
- Karl Ackermann 1946–1974
- Hans-Joachim Deckert 1974–1986
- Horst-Dieter Schiele 1986–1998 (zusammen mit Sigmar Heilmann)[12]
- Horst Roth 1997–2014
- Dirk Lübke 2015–2021[13]
- Karsten Kammholz seit September 2019

## Auszeichnungen
- Im Jahr 1974 erhält der Journalist, Auslandskorrespondent und Chefredakteur des Mannheimer Morgen Hans-Joachim Deckert den Theodor-Wolff-Preis.[14]
- 1987 wird der Lokaljournalistin Waltraud Kirsch-Mayer für ihre Recherche um die Aufdeckung des Mannheimer Grundstückskarussells und den damit verbundenen Bestechungsskandal der Theodor-Wolff-Preis verliehen.[15] 1989 wird eine Auswahl von "übrigens"- Glossen von Waltraud Kirsch-Mayer werden mit dem 2. Lokaljournalistenpreis der Konrad-Adenauer-Stiftung ausgezeichnet.
- Der Lokaljournalist Peter W. Ragge wird 1990 für seine Berichterstattung über Schulthemen mit einem Sonderpreis der Konrad-Adenauer-Stiftung gewürdigt.
- Der Medienpreis des Deutschen Bundestages geht 2001 an Politikredakteur Steffen Mack für seine Reportage über zwei Bundestagsabgeordnete.
- Die Gregor Louisoder Umweltstiftung ehrt 2004 die Politikredakteurin Ursula Barth mit dem Förderpreis Umweltjournalismus.
- 2006 zeichnet die "Informationskampagne für Erneuerbare Energien" einen Beitrag des damaligen stellvertretenden Chefredakteurs Michael Schröder aus.
- Der Bezirksverband Pfalz ehrt 2007 die Regionalredakteurin Sigrid Ditsch für ihr journalistisches Lebenswerk.
- Die Redakteure Martin Geiger und Daniel Kraft werden für ihre jeweiligen Reportagen vom Verband der Zeitungsverleger in Rheinland-Pfalz und Saarland mit dem 1. und 3. Förderpreis ausgezeichnet.
- 2012 erhalten die Redakteurinnen Madeleine Bierlein, Waltraud Kirsch-Mayer, Michaela Roßner und Dagmar Unrecht den 2. Preis des von der Diakonie Neuendettelsau ausgelobten Journalistenpreises zum Thema Demenz.
- Der Mannheimer Morgen erhält 2014 zum fünften Mal in Folge den European Newspaper Design Award.[16]
- Ulrich Verthein wird 2014 für sein langjähriges Wirken als Sportchef mit dem Laureus-Medienpreis gewürdigt.
- Der Verband Deutscher Agrarjournalisten e. V. verlieh dem Volontär Martin Träger 2014 den Journalisten Preis "Grüne Reportage" in der "Kategorie Produktion" für seine Reportage „Die Jagd – Natur, Nervenkitzel und Nachhaltigkeit?“.[17]
- 2020 erhält die Volontärin Miray Caliskan den Ernst-Schneider-Preis in der Kategorie Förderpreis.[18]
- Für eine Serie über Künstlerhäuser wird 2015 die Kulturjournalistin Annika Wind vom Bezirksverband Pfalz ausgezeichnet.
- Der Journalist Stefan Proetel – Ressortleiter für Lokales und Regionales – hat am 1. Juni 2021 mit seinem Bericht "Die Geschäfte des Bundestagsabgeordneten Nikolas Löbel" den jährlich vom Verlagshaus Gruner und Jahr vergebenen Henri-Nannen-Preis in der Kategorie LOKAL gewonnen. Er gilt als eine der bedeutendsten Auszeichnungen für Medienschaffende in Deutschland.[19]
- Die Springer-Akademie zeichnete Sebastian Koch am 7. Juni 2021 mit dem Axel-Springer-Preis für jungen Journalismus aus. Der Redakteur, der selbst stottert, erhält den Preis in der Kategorie "Digitale Umsetzung" für seinen Stotterer-„Ppppodcast“.[20] Bereits im Februar 2021 wurde Koch von der Caritas Baden-Württemberg mit dem Hauptpreis ihres Journalistenwettbewerbs ausgezeichnet.[21]
- 2023 erhält die freie Mitarbeiterin Stefanie Ball eine Auszeichnung für soziale Berichterstattung des Diakonie Journalistenpreises Baden-Württemberg.[22]

## Kritik
- 2015 erhielt der Mannheimer Morgen vom Deutschen Presserat wegen eines Verstoßes gegen die Ziffern 1 und 8 des Pressekodex eine Rüge. Der Grund: In einem “Sommerrätsel” hatte die Zeitung nach dem Herkunftsland eines Sexualmordopfers gefragt – zu gewinnen war ein Buchpreis.[23][24]